# Arnaud de Toroge
Arnaud de Toroges (de La Tour, Arnold z Torroja) (zm. 30 września 1184 w Weronie) – dziewiąty wielki mistrz zakonu templariuszy w latach 1180-1184.

## Życiorys
Od 1167 był mistrzem Hiszpanii i Prowansji, szczególną aktywność poświęcił Aragonii. Wielkim mistrzem został wybrany już w podeszłym wieku. W 1184 wyruszył z patriarchą jerozolimskim Herakliuszem i mistrzem joannitów Rogerem de Moulins do Europy, aby zabiegać o pomoc dla Królestwa Jerozolimskiego i podczas tej podróży zmarł.